# Stefan Krakowski
Stefan Mark Krakowski, född 19 mars 1954, är en svensk psykiater, författare och debattör. Han har framförallt uppmärksammats för sitt skrivande om incel-rörelsen.

## Biografi
Krakowski har mest tjänstgjort som överläkare i psykiatri inom akut- och slutenvårdspsykiatrin i Sverige men även arbetat utomlands i perioder för bland annat SOS International i Köpenhamn 1986–2014.
Krakowski är krönikör på Folkbladet men skriver också för bland annat Expressen. Han har en Certificate in Terrorism Studies från St Andrews-universitetet i Skottland och har arbetat med säkerhetsfrågor på Försvarshögskolan 2005–2007 och militära Högkvarteret i Stockholm 2007–2008.
Mellan åren 2009 och 2013 var Krakowski Sveriges representant i CPT, Committee for the Prevention of Torture and Inhuman or Degrading Treatment or Punishment, i Europarådet i Strasbourg.
Krakowski medverkar i den första stora universitetsstudien om "incels".

## Författarskap
Krakowskis böcker behandlar tillståndet ofrivilligt celibat, vilket drabbat många män och resulterat i att flera män begått våldshandlingar i frustration över att inte förmå ingå partnerskap med kvinnor. År 2017 gav han ut boken Oundgängligt behov, 2019 I psykiatrins tjänst  – en svensk läkares memoarer och 2021 Incel – om ofrivilligt celibat och en mansroll i kris.